# Kinkinrgo
Kinkinrgo ou Kinkirgo est une localité située dans le département de Ziga de la province du Sanmatenga dans la région Centre-Nord au Burkina Faso.

## Éducation et santé
Le centre de soins le plus proche de Kinkinrgo est le centre de santé et de promotion sociale (CSPS) de Ziga tandis que le centre hospitalier régional (CHR) se trouve à Kaya.
Kinkinrgo possède une école primaire publique pourvue de logements de fonction pour les instituteurs.